# رضاقلی نظام‌السلطنه

از چپ به راست: رضاقلی‌خان نظام‌السلطنهٔ مافی رئیس حکومت
موقت مهاجرین - نفر دوم شیخ خزعل فرمانروای خرمشهر؛ لباس شیخ خزعل، علائم و نشانه‌ها قاجاری است. در یک دیدار رسمی این عکس پس از ملاقات و مذاکرات محرمانهٔ نظام‌السلطنه و خزعل در سال ۱۲۹۵ ه‍. خ. گرفته شده‌است.

رضاقلی نظام مافی ملقب به سالار معظّم و نظام‌السلطنه و سردار مکرّم (۱۲۴۶ شمسی - ۱۳۰۳ شمسی) از رجال صاحب نفوذ در دوره قاجار بود. او پس از استبداد صغیر حاکم کرمانشاه شد و در حین جنگ جهانی اول به همراه برخی رجال و روحانیون در مبارزه با روسیه و انگلستان، با حمایت آلمان و عثمانی در کرمانشاه دولتی به نام دولت مهاجرین یا دولت در تبعید تشکیل داد و رئیس قوای ملی شد. دولت مرکزی ایران در واکنش، همهٔ اموال و نشان‌های او را مصادره کرد. او با اهدای هدایایی به احمد شاه، اجازه ورود به کشور را گرفت. پس از شکست قیام محمدتقی پسیان، نظام‌السلطنه از سوی قوام‌السلطنه والی خراسان شد. او در تهران درگذشت و در امامزاده عبدالله تهران دفن شد. اموال زیادی در غرب تهران از او بر جای ماند. او پسر حیدرقلی‌خان برهان‌الدوله، نوه محمدشریف خان مافی و برادرزادهٔ میرزا حسینقلی‌خان نظام‌السلطنهٔ مافی بود. او همچنین سه بار ولایت لرستان و بروجرد را بر عهده داشته است.

کابینه موقت مهاجرین